# Sienkiewicza (Białystok)
Sienkiewicza (osiedle nr 3) – osiedle w Białymstoku, położone bezpośrednio na północ od centrum, na prawym brzegu rzeki Białej. Osiedle ma charakter głównie mieszkaniowy, na jego terenie znajdują się cztero- i jedenastopiętrowe bloki mieszkaniowe należące do Białostockiej Spółdzielni Mieszkaniowej oraz bloki należące do innych przedsiębiorstw. Nazwę dzielnicy nadano na cześć Henryka Sienkiewicza, którego pomnik znajduje się na terenie osiedla.
Przed II wojną światową tereny dzielnicy zamieszkiwało bardzo dużo ludności żydowskiej. Podczas wojny obszar ten został włączony do białostockiego getta, spacyfikowanego po powstaniu 20 sierpnia 1943 r. Likwidacja getta przyniosła niemalże całkowite zniszczenie przedwojennej zabudowy – do chwili obecnej przetrwało jedynie kilkanaście budynków z tamtego okresu. W czasach PRL zbudowano tu osiedle wielopiętrowych bloków mieszkaniowych.
9 marca 1989 r. na torze kolejowym graniczącym z osiedlem wykoleił się pociąg z chlorem. W razie rozszczelnienia cystern zagładzie ulegliby wszyscy mieszkańcy osiedla i przyległych terenów, udało się jednak nie dopuścić do tragedii. Tamto wydarzenie upamiętnia postawiony przy ul. Poleskiej marmurowy krzyż.

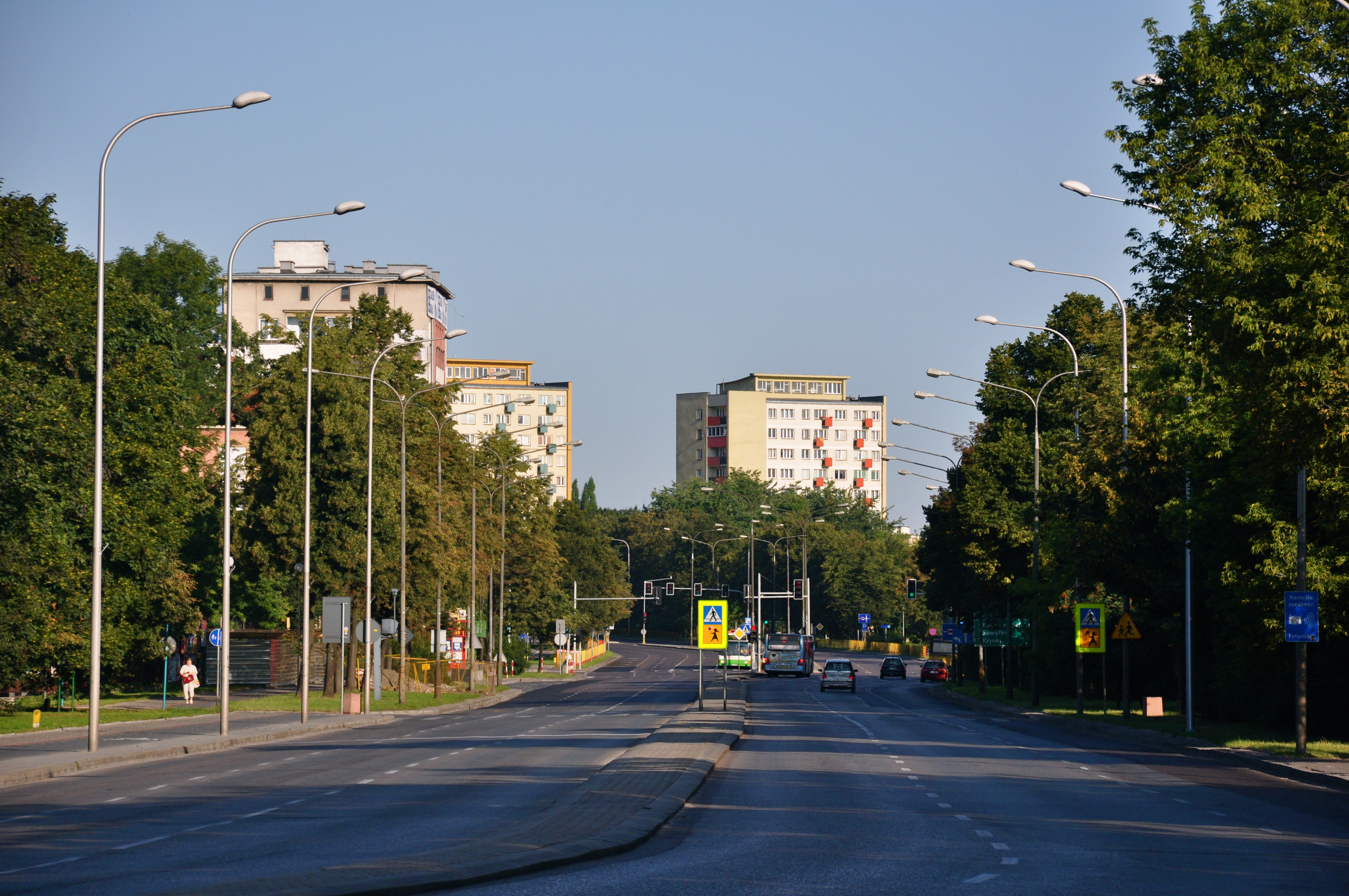
Al. J. Piłsudskiego

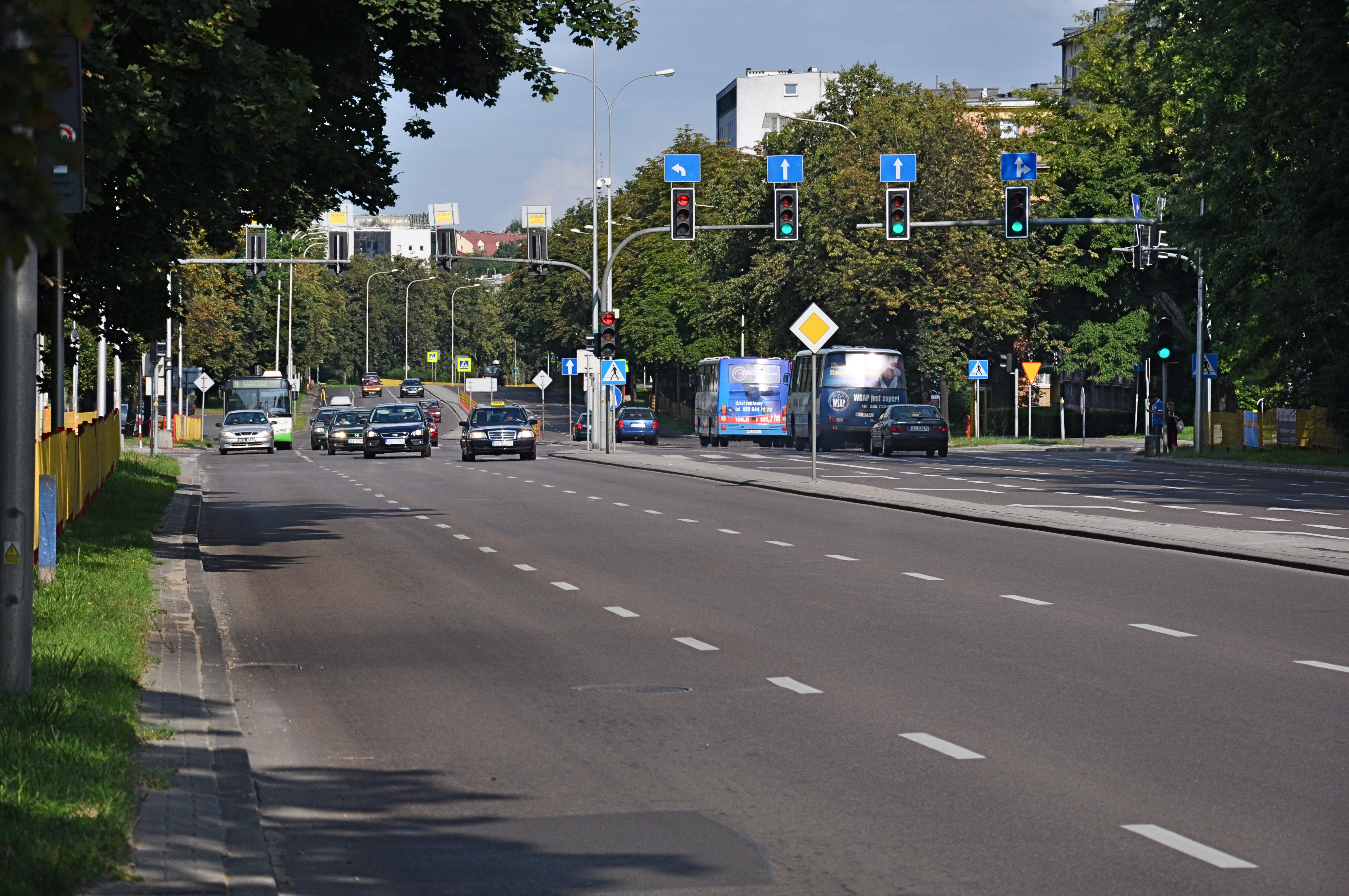
Al. J. Piłsudskiego

## Obiekty i tereny zielone
- Kościół pw. Świętej Rodziny
- Zbór Kościoła Adwentystów Dnia Siódmego
- Komenda Wojewódzka Policji – na terenach zajmowanych przez cerkiew prawosławną przed II wojną światową
- Wojewódzki Sąd Administracyjny
- Powiatowy Urząd Pracy
- Okręgowy Inspektorat Pracy
- Samodzielny Szpital Miejski im. PCK – znajduje się w budynku dawnej szkoły hebrajskiej
- Szpital MSWiA im. Mariana Zyndrama-Kościałkowskiego[3]
- Biblioteka filia nr 3 Książnicy Podlaskiej – ul. Ciepła 15
- Dom dla Bezdomnych[4] – ul. Sienkiewicza 81/9
- Dzienny Dom Pomocy Społecznej w Białymstoku – ul. Nowogródzka 1/5
- Filia numer 3 Miejskiego ośrodka pomocy rodzinie w Białymstoku – ul. Sienkiewicza 53

Placówki oświatowe
- Przedszkole Samorządowe nr 8
- Integracyjne Przedszkole Samorządowe nr 26
- Przedszkole Samorządowe nr 42
- Szkoła Podstawowa nr 11 im. Kornela Makuszyńskiego
- Zespół Szkół Społecznych Fundacji Edukacji "Fabryczna 10"
- Zespół Szkół Technicznych i Ogólnokształcących z Oddziałami Integracyjnymi im. Stanisława Staszica
- Wyższa Szkoła Finansów i Zarządzania

## Opis granic osiedla
Od rzeki Białej ulicą Poleską przez rondo św. Faustyny Kowalskiej do skrzyżowania ul. Wasilkowskiej z ul. H. Sienkiewicza, ul. H. Sienkiewicza do Al. J. Piłsudskiego, Aleją J. Piłsudskiego na wys. ul. Fabrycznej do rzeki Białej, wzdłuż rzeki Białej do ul. Poleskiej.

## Ulice i place znajdujące się w granicach osiedla
Chmielna, Ciepła, Fabryczna-parzyste 2-50, nieparzyste 1-57, Jagienki, Jurowiecka, Nowogródzka, Ogrodowa-parzyste-2-4, nieparzyste 7-7A, Piłsudskiego Józefa-brak budynków, Plac Wyzwolenia, Poleska-nieparzyste 13-47/1, Sienkiewicza Henryka – nieparzyste 49-89, Wąska-parzyste budynek 4-6, nieparzyste 15-25.

## Galeria zdjęć

Wybrane zabytkowe kamienice i domy:
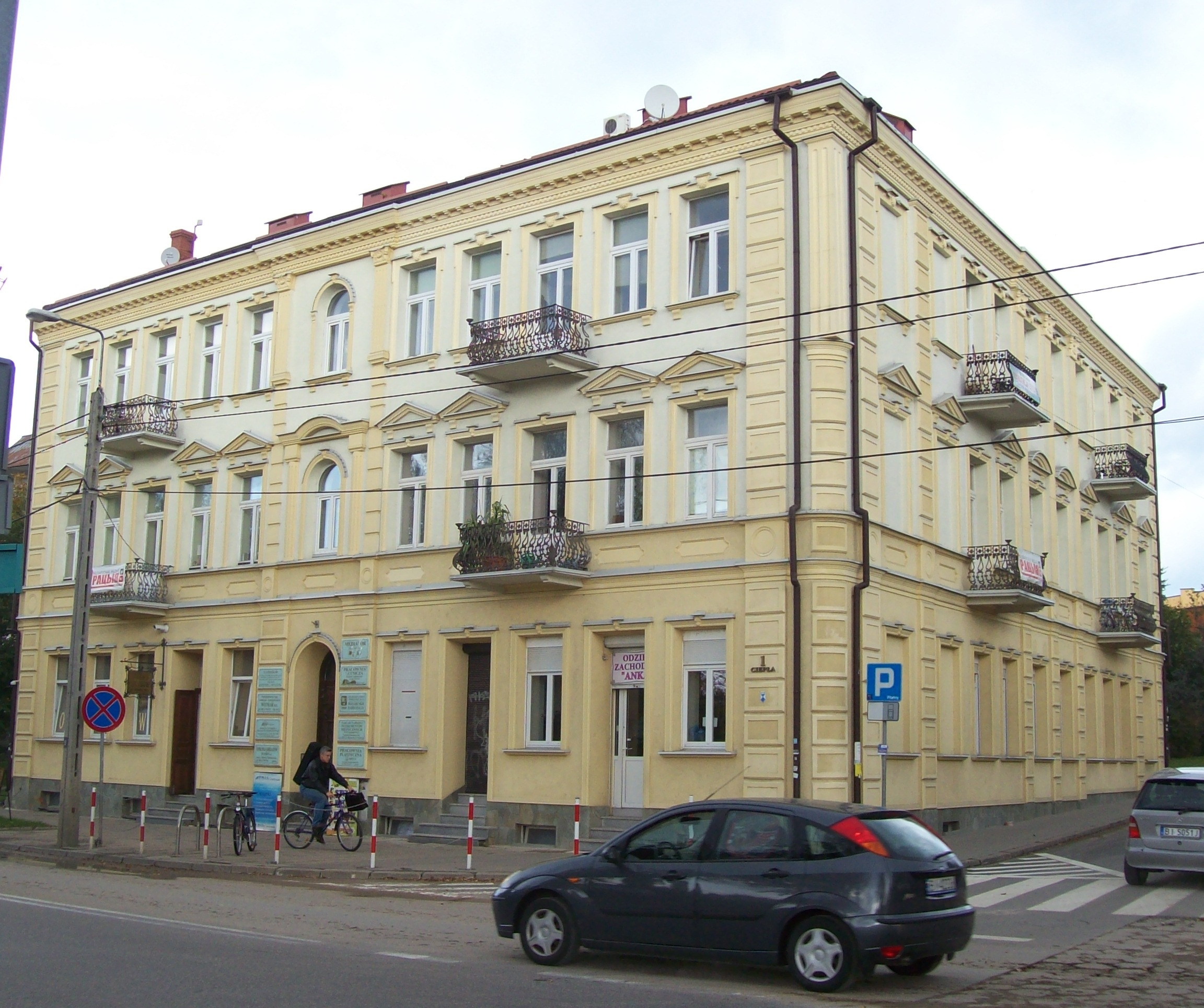
Kamienica przy ul. Ciepłej
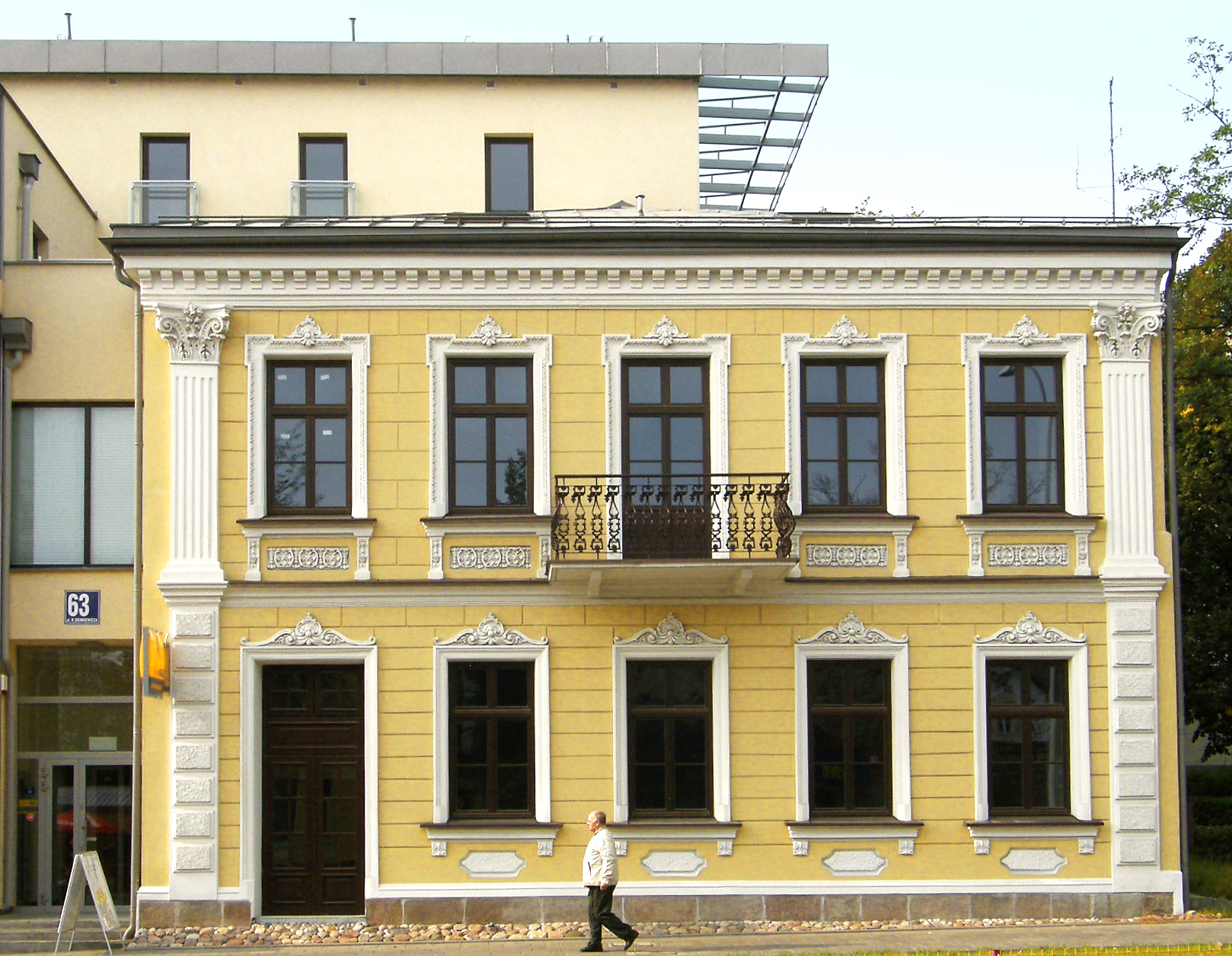
Kamieniczka przy ul. Sienkiewicza
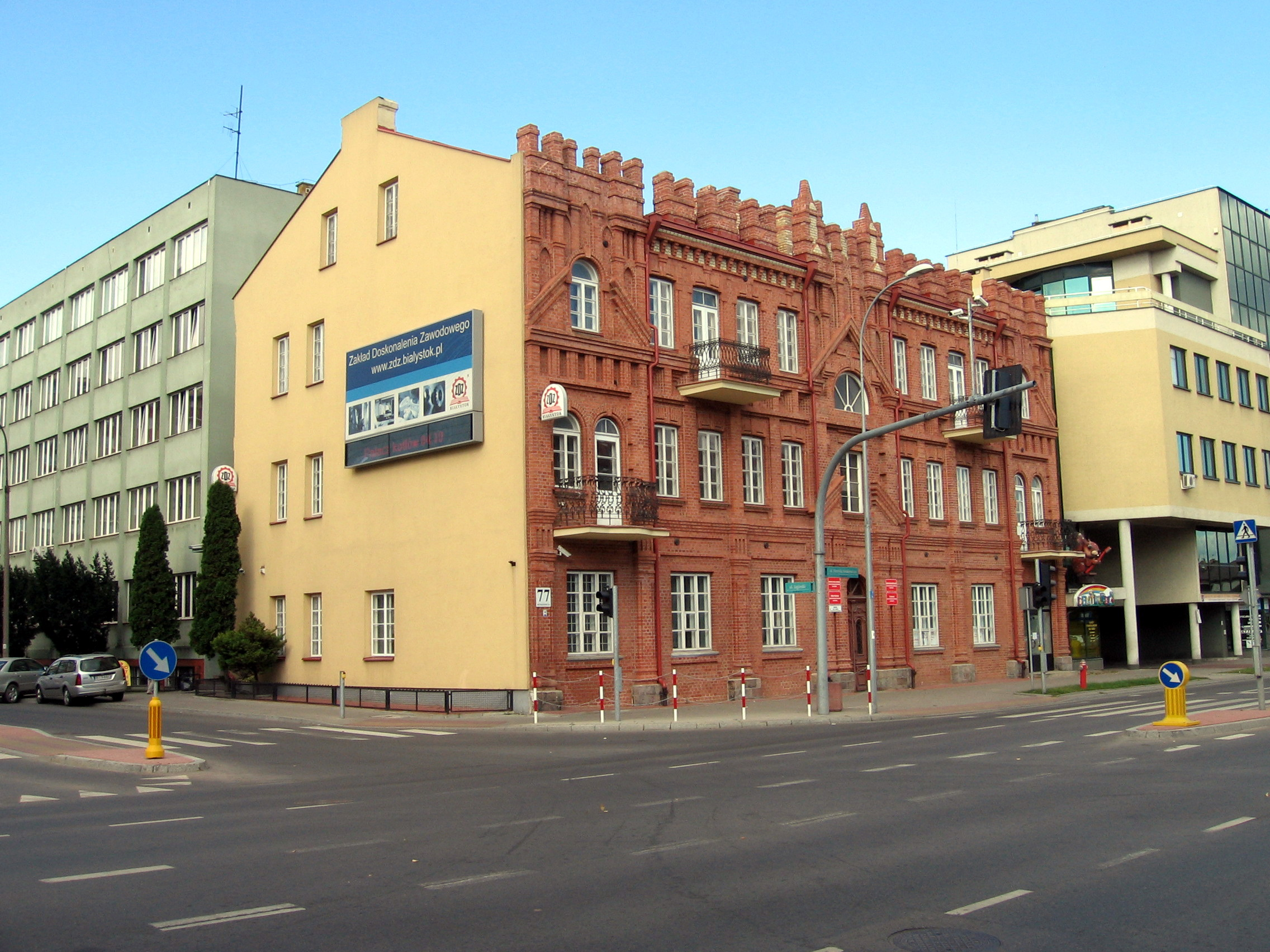
Kamienica przy ul. Sienkiewicza
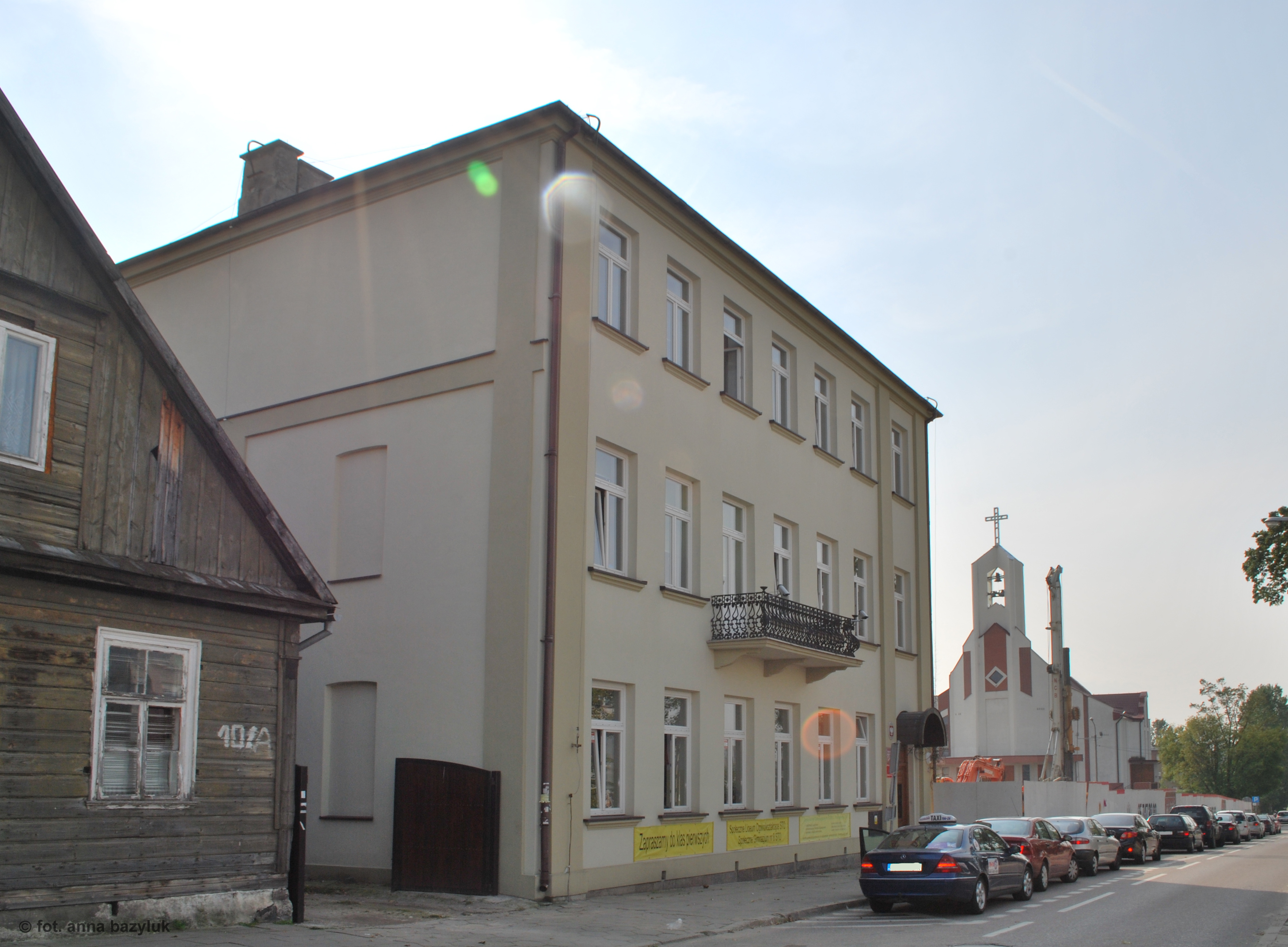
Kamienica przy ul. Fabrycznej
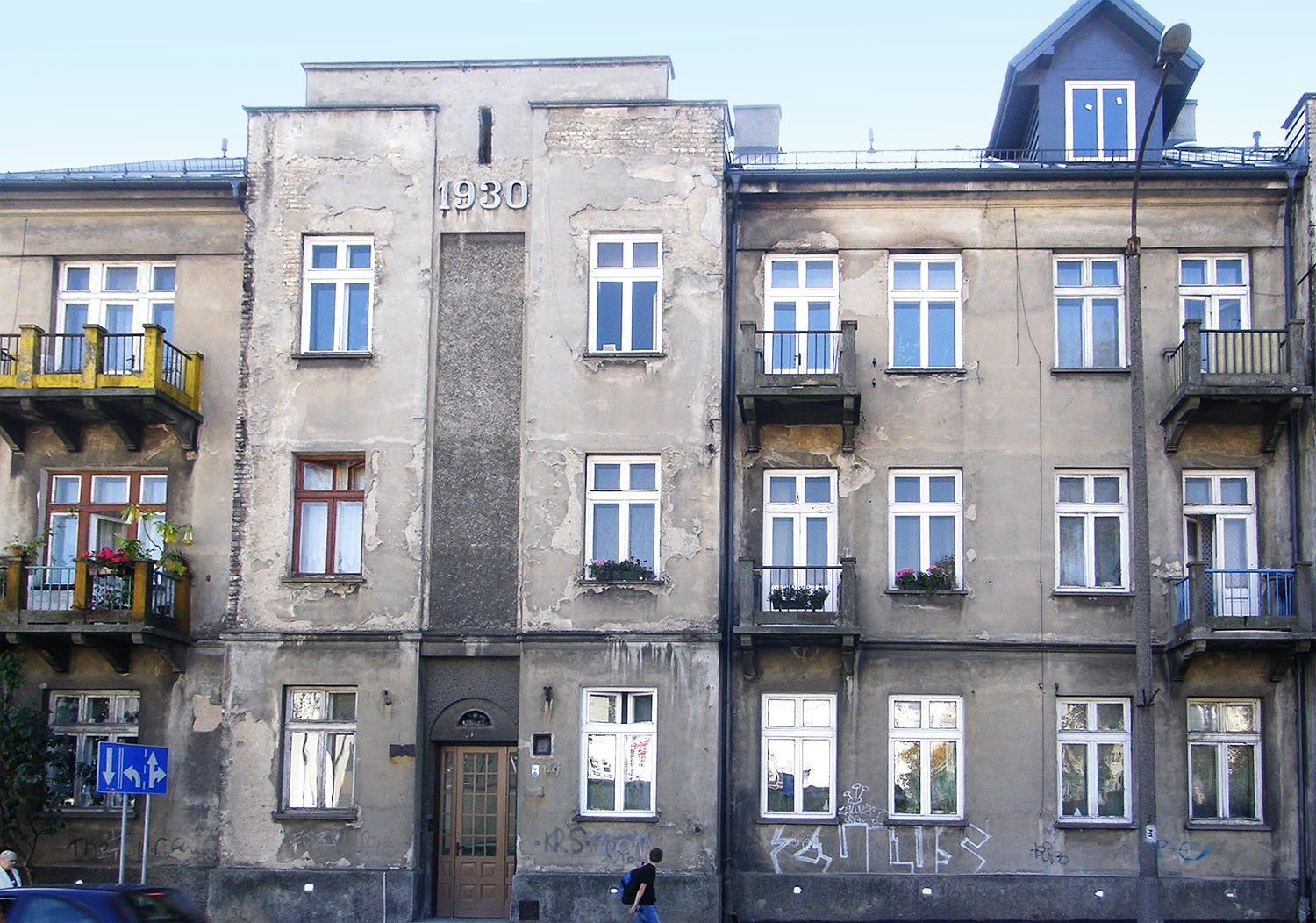
Kamienica przy ul. Ogrodowej
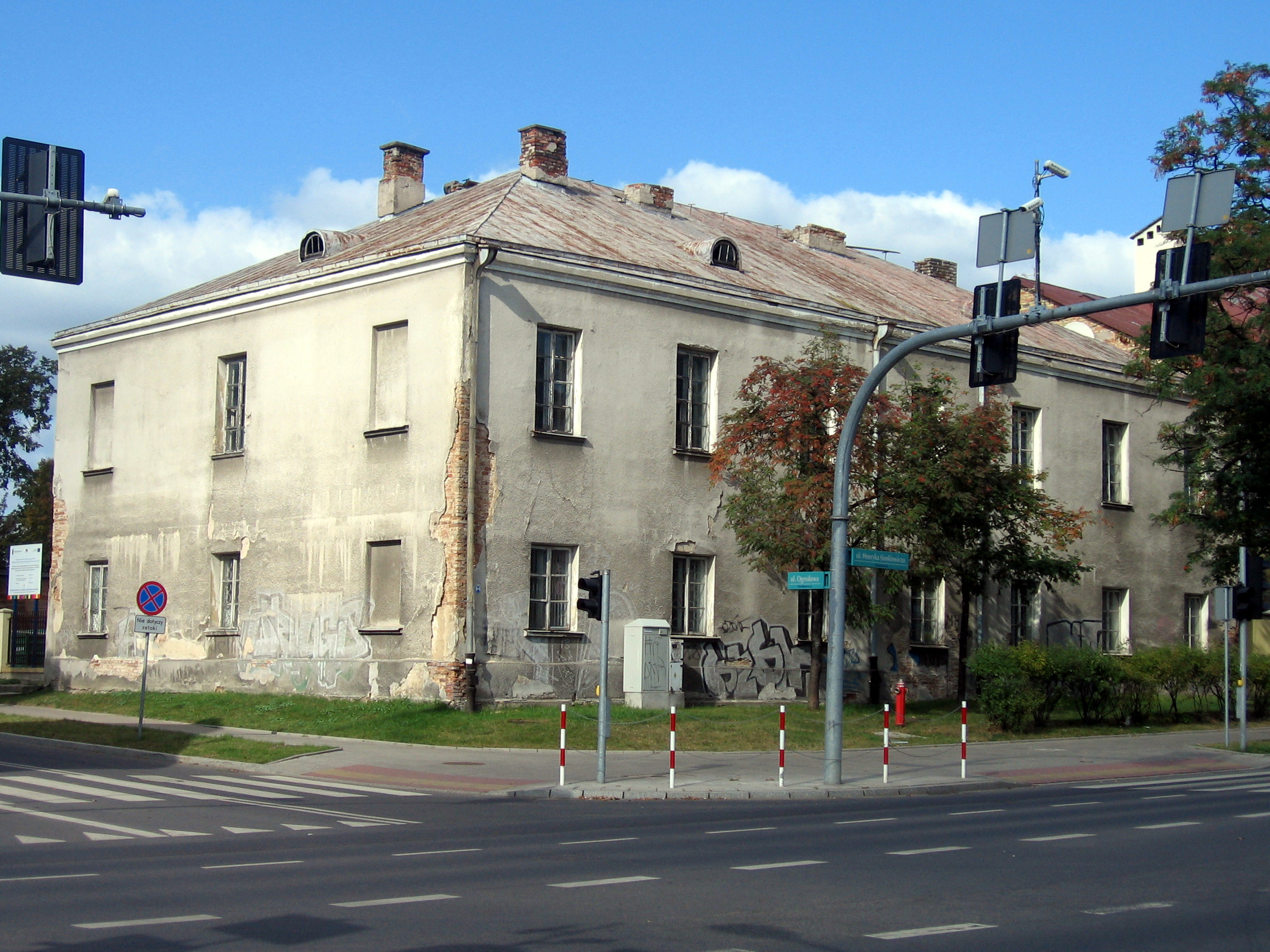
Dom przy ul. Sienkiewicza